# Æblegrød
Æblegrød er en ret af udkogte æbler og sukker. Æblegrød kan spises med mælk eller fløde eller med makroner.
Den er grundlaget for æblekage med flødeskum: makroner og æblegrød lægges lagvis i en skål med flødeskum øverst evt. med små klatter ribsgele som pynt. Med stor fordel kan man lægge makronerne i blød i portvin.